# Schienenverkehr in der Mongolei

Schienennetz der Mongolei

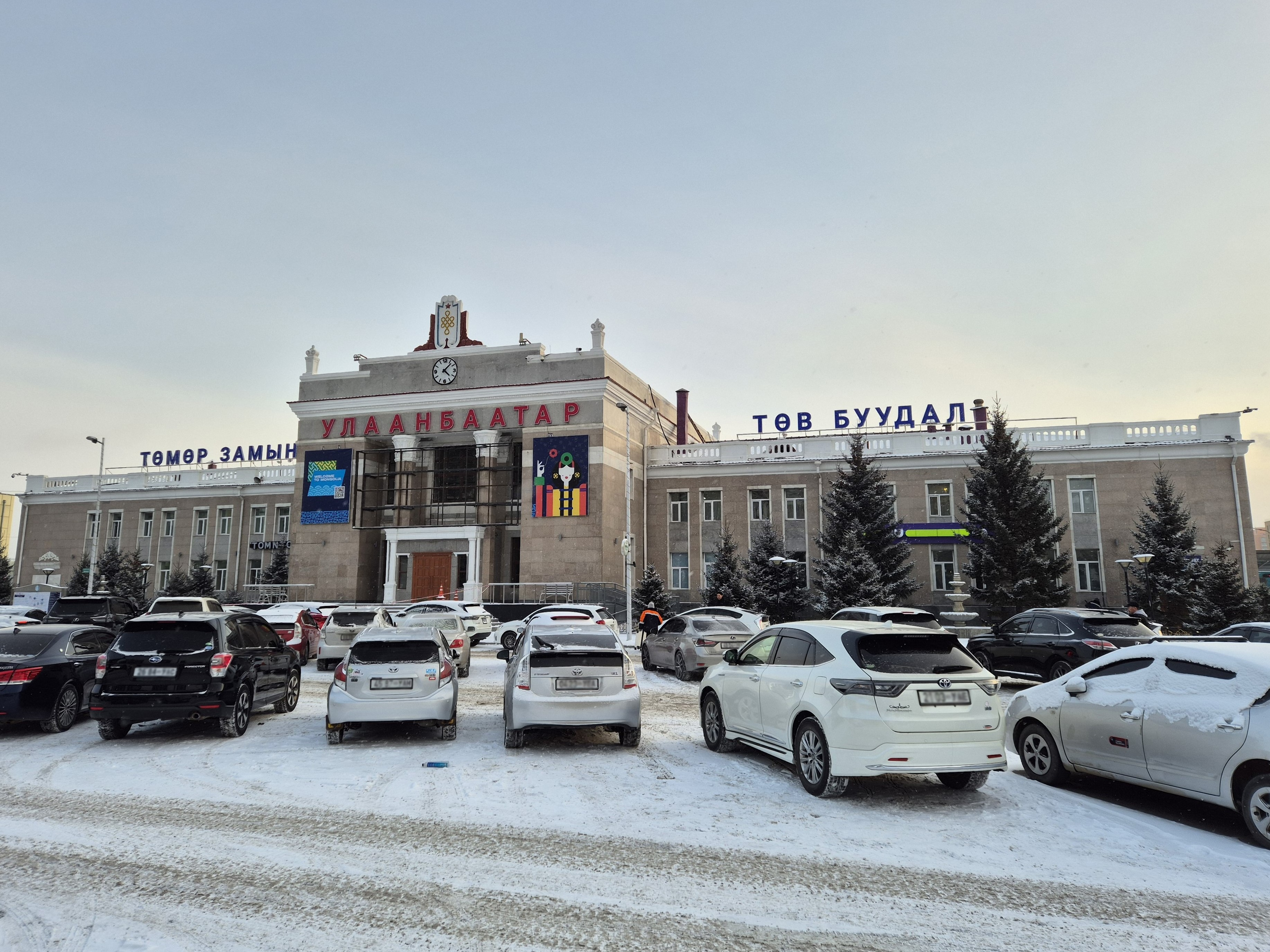
Hauptbahnhof Ulaanbaatar

Der Schienenverkehr in der Mongolei hat eine hohe Bedeutung für das Land, wird aber durch die geringe Einwohnerzahl der Mongolei stark relativiert. So besteht der Schienenverkehr in der Mongolei heute aus mehreren von voneinander unabhängigen Netzen, das größte ist die Transmongolische Eisenbahn.

## Geschichte
Als erste Eisenbahnstrecke in der Mongolei wurde die 43 Kilometer lange schmalspurige Strecke von Ulaanbaatar nach Nalaich am 11. Juli 1938 eröffnet. Sie wurde später in das Netz der Transmongolischen Eisenbahn einbezogen und dazu 1958 umgespurt.
Als eingleisige, nicht elektrifizierte Vollspurbahn wurde bis 1961 die Transmongolische Eisenbahn errichtet. 1940 erreichte sie von Ulan-Ude kommend die russisch-mongolische Grenze, 1950 die Hauptstadt Ulaanbaatar und 1955 die mongolisch-chinesische Grenze. Gemäß der politischen Konstellation in der damaligen Mongolischen Volksrepublik waren die Interessen der Sowjetunion maßgebend. Für die Bahn wurden deshalb die dort geltenden Standards übernommen, so etwa die 1524 mm-Breitspur und die Normen für die Eisenbahnfahrzeuge.
1958 ging im Osten der Mongolei die Strecke von Solowjowsk nach Bajantümen bei Tschoibalsan mit einer Länge von 238 km in Betrieb. In Borsja wurde sie an die Transsibirische Eisenbahn angeschlossen. Das Netz um Tschoibalsan wurde aus militärstrategischen Gründen 1941 durch zwei Schmalspurbahnen nach Tamdsag Bulag und Dsun Bulag ergänzt, die aber 1956 und 1962/63 stillgelegt wurden.

## Gegenwart

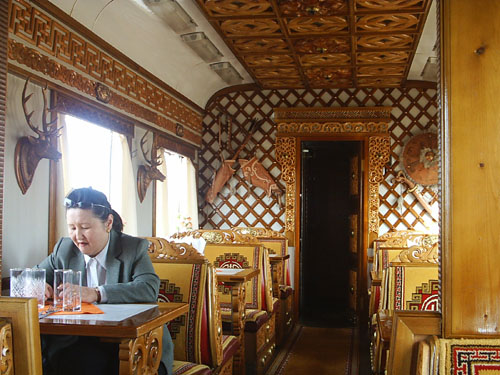
Speisewagen der Mongolischen Eisenbahn

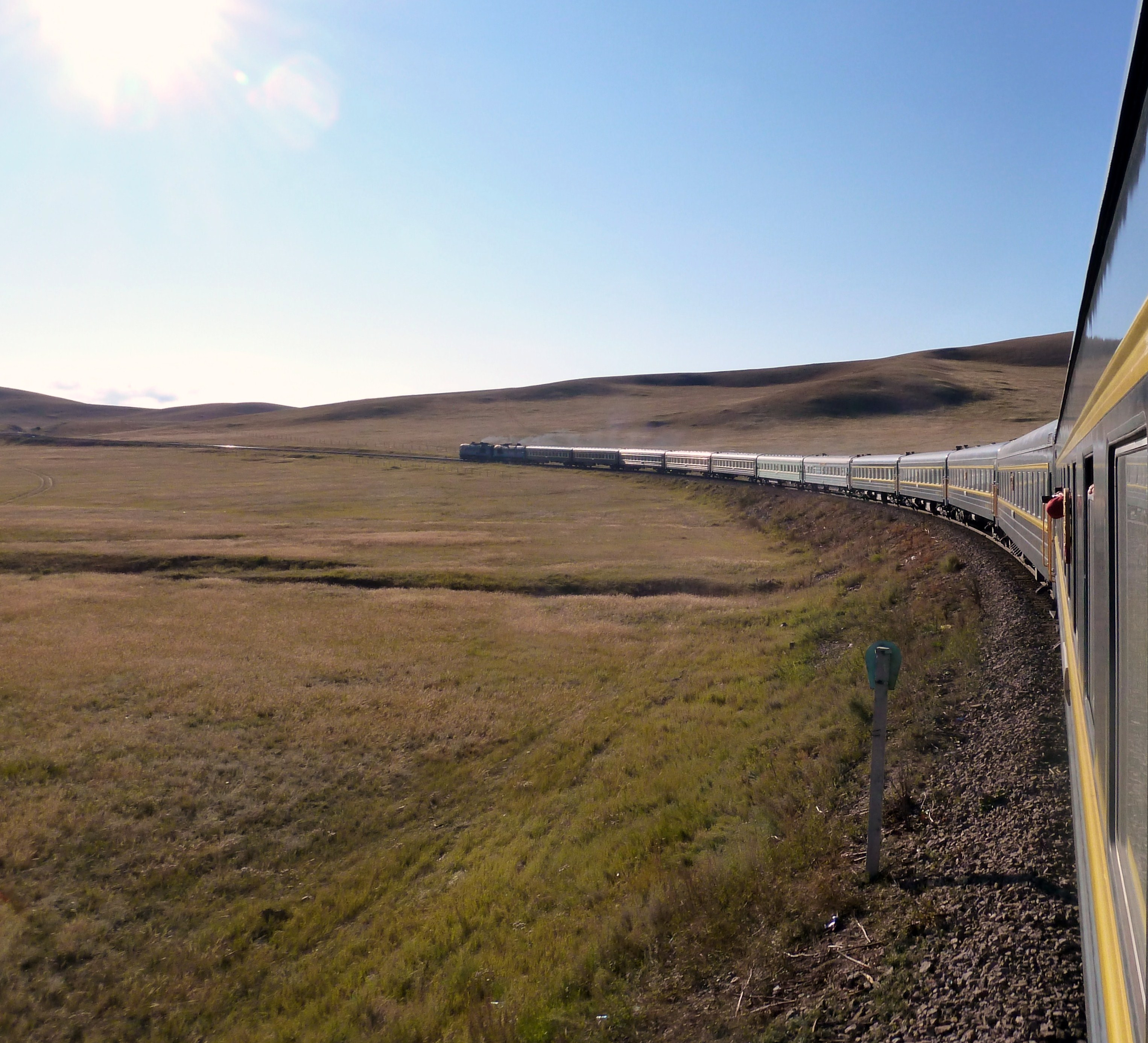
Die Transmongolische Eisenbahn in der Gobi

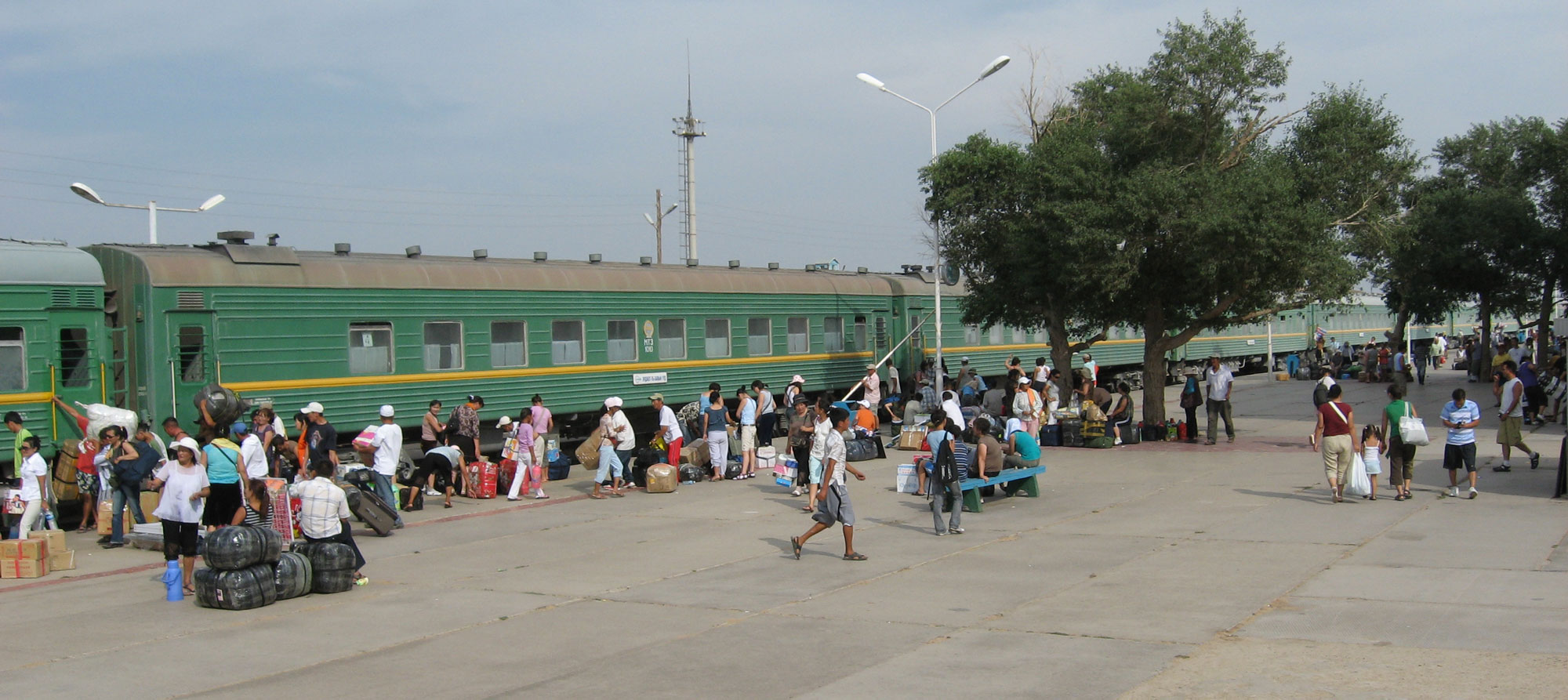
Bahnsteig Dsamyn Üüd

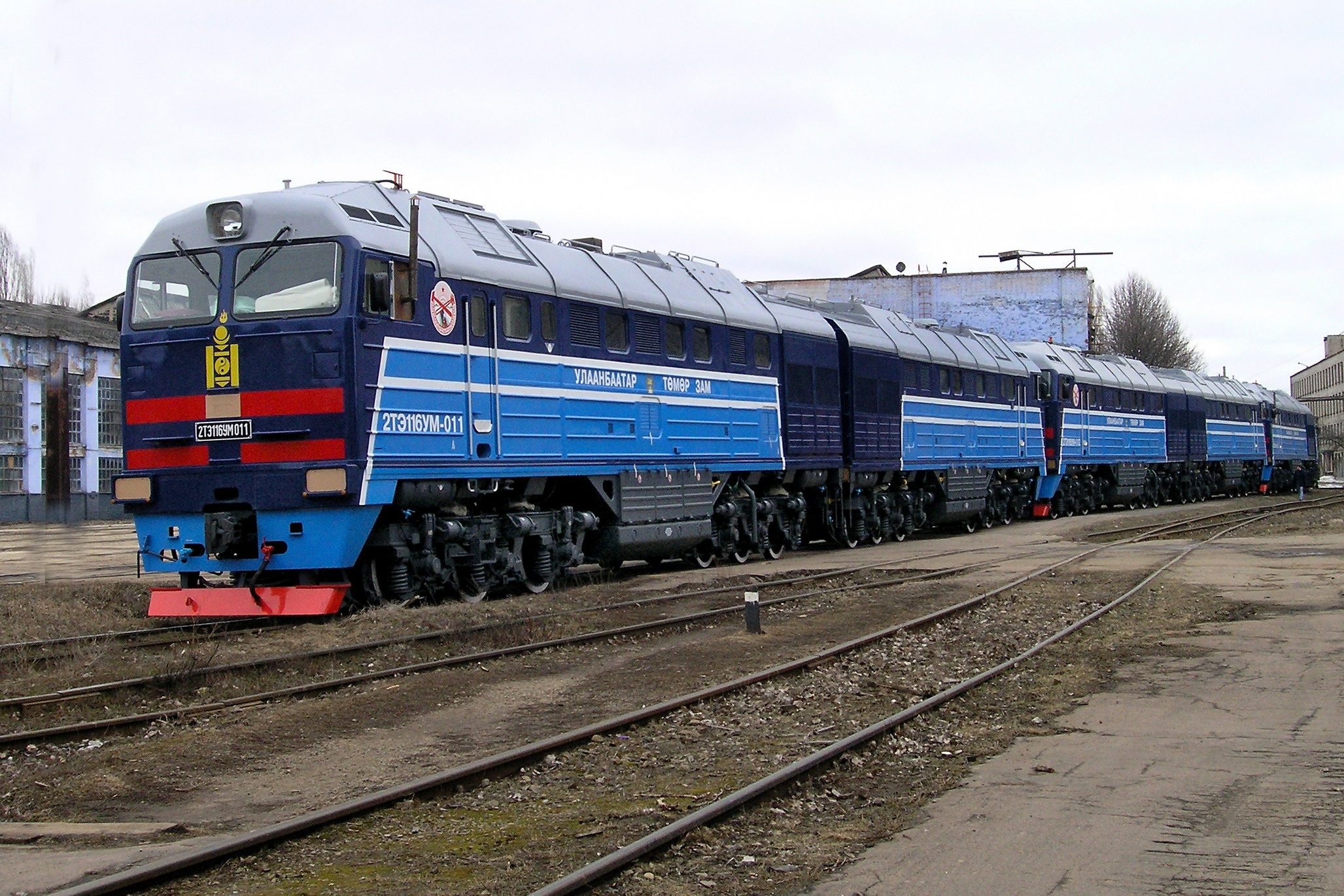
2ТЭ10Л-Lokomotiven der mongolischen Eisenbahn

Die Mongolyn Tömör Dsam (Mongolische Eisenbahn, MTZ) betreibt den Schienenverkehr in der Mongolei.

### Strecken
Die Mongolei verfügt heute über Schienennetze von etwa 2050 km Länge. Alle Strecken in der Mongolei sind nicht elektrifiziert und werden ausschließlich mit Diesellokomotiven befahren. Es gibt ein Netz und eine mit ihm nicht verbundene unabhängige Strecke:
1. Das größte dieser Netze ist die Transmongolische Eisenbahn mit den von ihr ausgehenden Stichstrecken. Sie quert das Land in nord-südlicher Richtung und verbindet die Schienennetze von Russland und China. Hier gibt es Güter- und Personenverkehr. Zweigstrecken haben mit Ausnahme der nach Erdenet keinen Personenverkehr.
2. Getrennt davon ist die Eisenbahnstrecke von Tschoibalsan an die russisch-mongolische Grenze und weiter zur Transsibirischen Eisenbahn.

### Verkehr
Nach der Auflösung des Rates für gegenseitige Wirtschaftshilfe (RGW) im Jahr 1991 ging das Aufkommen des Güterverkehrs der mongolischen Eisenbahn um etwa die Hälfte zurück, hatte jedoch bis 2005 wieder fast die einstigen Mengen erreicht. Die mongolische Eisenbahn transportierte 2007 93 % aller Güter und 43 % der Reisenden in der Mongolei. Dem relativ langsamen Personenverkehr der Eisenbahn erwächst zunehmend Konkurrenz durch den Autoverkehr auf immer besser ausgebauten Straßen.
Über die Transmongolische Eisenbahn verkehrt einmal wöchentlich die kürzere der beiden durchgehenden Zugverbindungen zwischen Moskau nach Peking. Im Inlandsverkehr fahren Züge zwischen Ulaanbaatar, Darchan, Suchbaatar, Erdenet, Dsamyn-Üüd, Tschoir und Sainschand.

### Fahrzeuge
Als Triebfahrzeuge kommen die Lokomotiven der Baureihen 2M62 und 2ТЭ10Л zum Einsatz, die im ukrainischen Luhansk gebaut wurden, sowie die Baureihen ТЭМ2, 2ТЭ 116. Aus den USA wurden DASH-7-Lokomotiven importiert. Die Wagen entsprechen weitgehend denen, die in Russland eingesetzt werden.

## Planungen
Um 2010 bestanden Planungen für etwa 5600 km neue Bahnstrecken. Einiges davon wurde bisher (2022) umgesetzt. Aus den damals in Angriff genommenen Projekten ist die Neubaustrecke von Tschoibalsan über Ulaanbaatar (mit Übergang zur Transmongolischen Eisenbahn) nach Dalandsadgad über eine Länge von rund 1100 km noch offen. Der Auftrag für die Planung wurde der Mongolischen Eisenbahn am 3. November 2010 durch die Regierung erteilt. Die Machbarkeitsstudie dafür wurde an McKinsey, Liberty Partners LLC, Pillsbury Winthrop Shaw Pittman LLP und BNP Paribas vergeben.

## Dsörlög

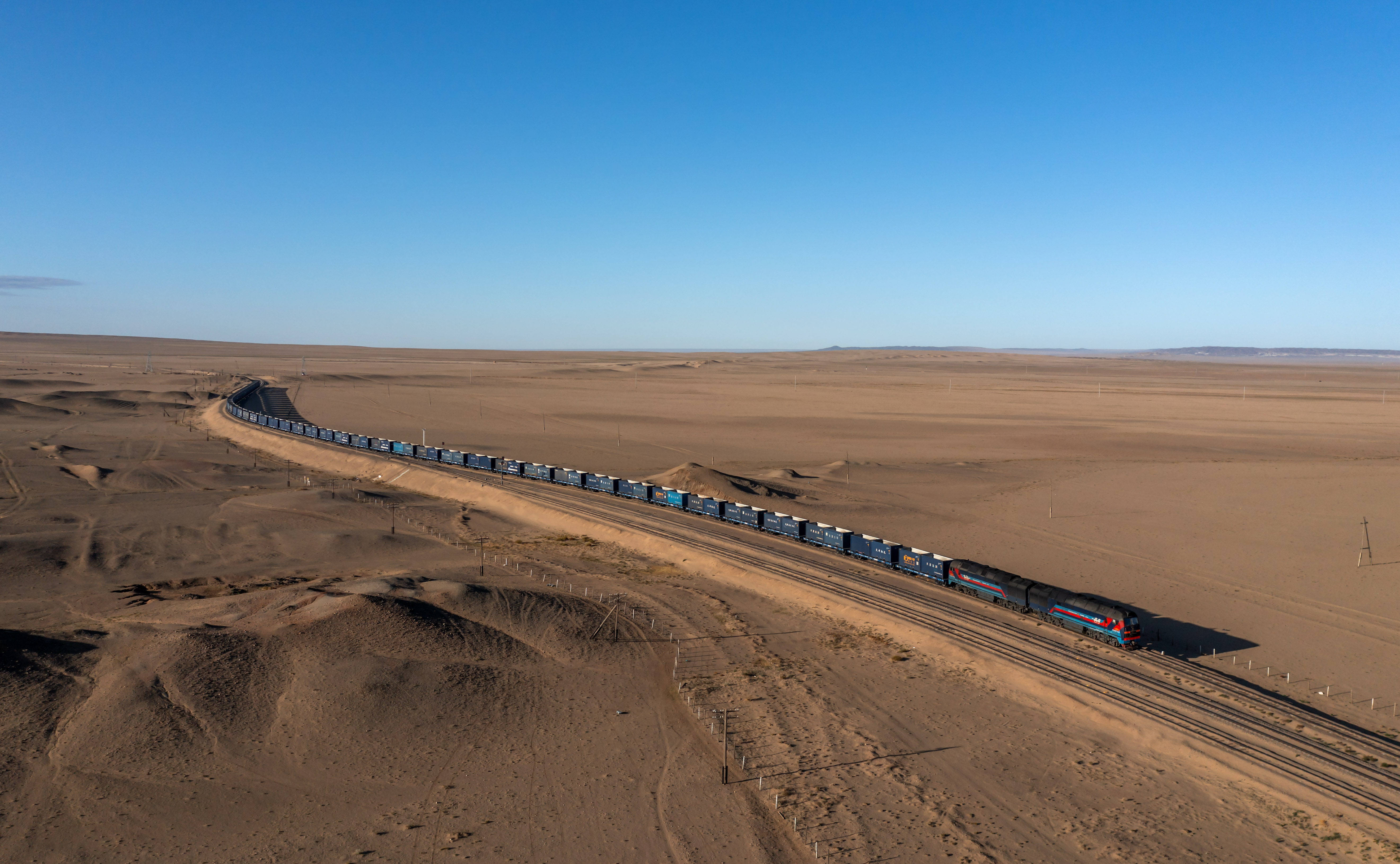
Einfahrt eines Güterzuges in einen Dsörlög zwischen Tüschleg (mong. Түшлэг) und Sainschand (mong. Сайншанд), 2023

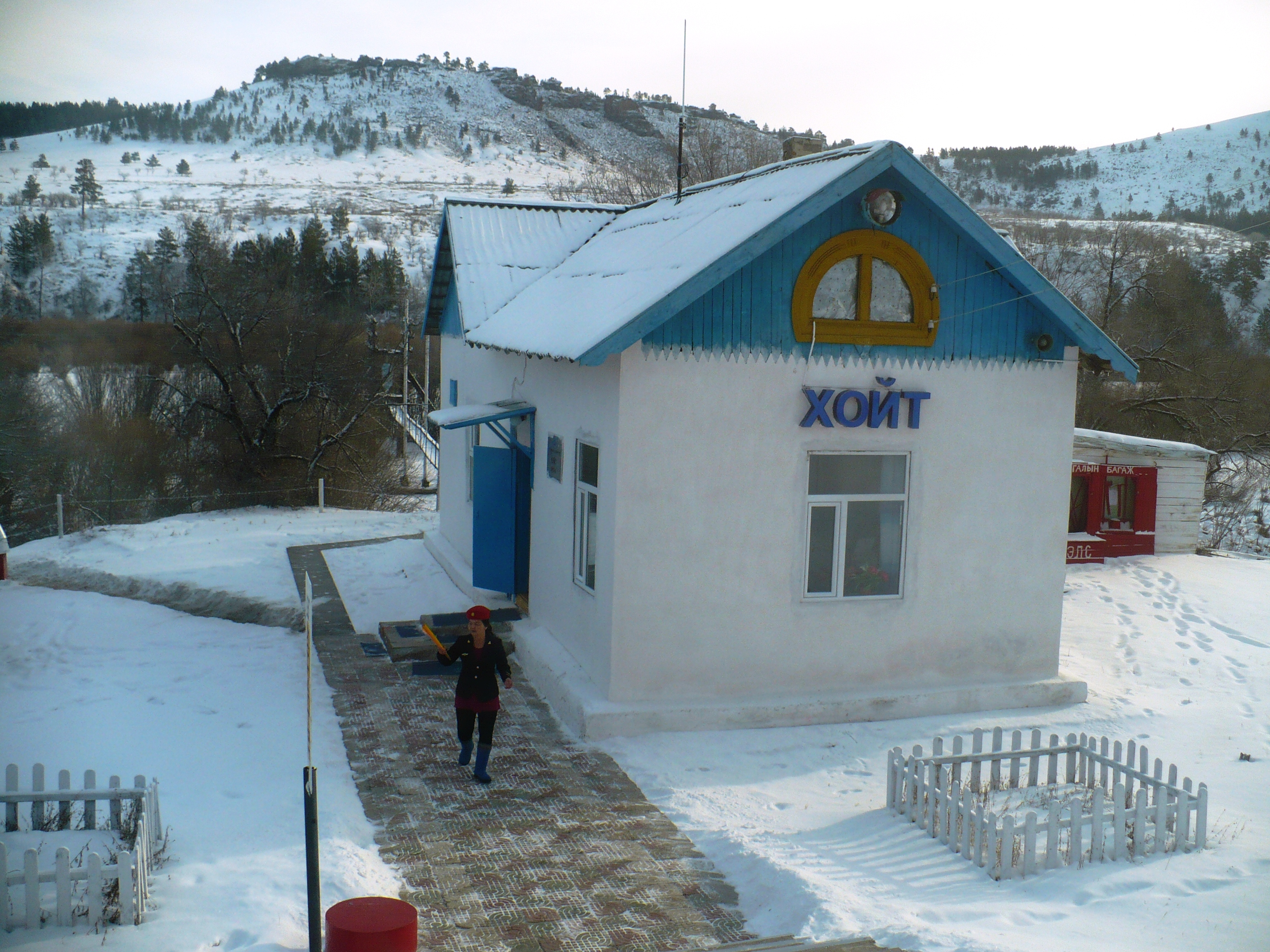
Typisches Gebäude der Mitarbeiter, hier am Dsörlög Choit (mong. Хойт зөрлөг), 2012

Neben Bahnhöfen und Haltepunkten gibt es aufgrund der Weite des Landes, der geringen Besiedlungsdichte und der enormen Länge eingleisiger Strecken in der Mongolei eine besondere Art von Betriebsstellen der freien Strecke mit Weichen. Das Große erklärende Wörterbuch der mongolischen Sprache gibt an, dass es sich um einen speziellen Punkt auf einer einzelnen Eisenbahnstrecke zum Zweck des Überholens von Zügen mittels Halt eines Zuges auf einem Abstellgleis handelt. Ein Dsörlög (mong. зөрлөг, unterscheidend seltener төмөр замын зөрлөг) kann auch ein Eisenbahnknotenpunkt (mong. төмөр замын уулзвар) sein, ist es aber meistens nicht. Dsörlög sind für den mindestens betriebsbedingten Ein- und Ausstieg mit Plattformen ausgestattet und im Fahrplan der Personenzüge angezeigt. In Grenz-, Kraftwerks- und Minennähe gibt es am Dsörlög neben den eisenbahntechnischen noch andere Funktionsbauten. Die meisten Dsörlög haben inzwischen Namen, z. B. Schiwee-Owoo (mong. Шивээ-Овоо) am gleichnamigen Kohletagebau oder Schatan-Dsörlög (mong. Шатан зөрлөг), manche weiterhin nur Nummern, z. B. der 31. Dsörlög (mong. 31-р зөрлөг). 